# 中華聖公會

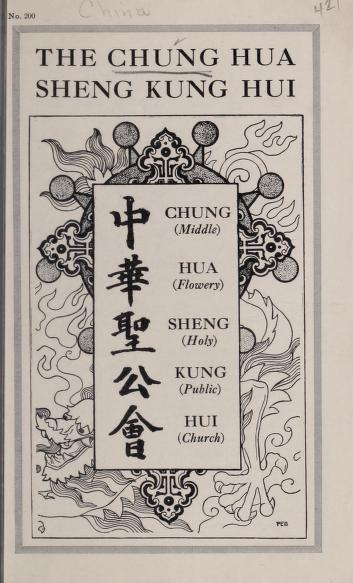
介紹中華聖公會的小冊子封面，由美國聖公會於1913年在紐約出版。

中華聖公會（英語：Anglican-Episcopal Province of China）是由英格蘭國教會、美国圣公会、加拿大圣公会等成員教會在中國建立的圣公宗教會联合而成，1912年4月26日在上海统一改名为中华圣公会，其英文名稱直譯即：聖公會中華教省，是在華第一個全國的新教（或非羅馬天主教）教會組織。在 1930 年第七次蘭柏會議上，中華聖公會被確認為一個獨立的教省。1958年，中华圣公会停止活动。中国大陆境内代表基督教（新教）、中国大陆原新教各主流宗派的正式组织为中国基督教协会与中国基督教三自爱国运动委员会。随着三自运动，大陆各主流宗派组织机构消失，但在中国基督教协会下，原属主流宗派的一些圣堂依旧些许保留了其所属的原宗派传统和礼仪，例如原属中华循道公会、中华圣公会、监理会、中华信义会、中华基督教浸信会以及中华基督教会全国总会（伦敦会、长老会、公理会）的圣堂等。

## 歷史

### 初始階段
- 1807年，英籍倫敦會傳教士馬禮遜來華傳道，1818年於馬六甲出版的《年中每日早晚祈禱敘式》， 可算是第一本華譯的公禱文。
- 1835年，美國聖公會派駱武和韓森兩傳教士到廣州傳教。後因不能開始工作而轉道爪哇，向當地華僑傳教。
- 1835年，英國聖公會傳教士麥都思與施美夫二人，至上海、寧波等地，開辦教會。1844年在上海翻譯《禱告文全書》，施美夫氏於1849年在香港被祝聖為主教，會務向福建，浙江，華北等地推廣。
- 1837年，美國傳教士文惠廉至爪哇，1842年至廈門傳教，1844年被封為中國傳道區主教， 1860齣版公禱書。
- 1839年，英國教士史丹頓牧師，曾獨自來粵傳道，終亦遭反對而退；1843年再來香港，開闢教會，創立香港最早的教會學校聖保羅書院。
- 1842年，成立維多利亞教區，直屬坎特伯里大主教，教區管轄香港、中國大陸、朝鮮、日本、馬來西亞等地，主教座堂為香港聖約翰座堂。

### 預備階段
在這段時期，西方聖公會教士散布全國，創設教堂、學校、醫院，及各種慈善事業。此時期之發展甚速，分布甚廣，惟教會並無全國性之聯絡、組織和計畫。期間，英、美、加拿大聖公會差會在中國設立有十一個教區，有江蘇教區(1845)、港粵教區(1849)、浙江教區(1872)、華北教區(1880)、華西教區(1895)、鄂湘教區(1901)、山東教區(1903)、福建教區(1906)、桂湘教區(1909)、河南教區(1909)和皖贛教區(1910)。
- 1845年，文惠廉主教在中國開闢第一個教區——江蘇教區，並與1853年在上海建造大陸第一座正式聖公會教堂——救主堂。
- 1862年，英國傳教士包爾騰，美國傳教士施約瑟來至北京傳道，從事於翻譯聖經工作。1872年包施二人在北京出版《教會禱文》、這是他們合作的精結。之後包爾騰與施約瑟以其為範本，於1879年與
- 1880零年分別為自己教區在香港與上海出版了《教會禱文》。
- 1866年，美國聖公會在上海創立第一所教會醫院——同仁醫院，也成為以後聖約翰大學的附屬醫院。
- 1870年，美國聖公會差會組成婦女傳道會，在中國進行宣教工作。
- 1879年，江蘇教區主教施約瑟將原來的兩所聖公會學校培雅書院和度恩書院合併成聖約翰大學，該校成為後來民國時期中國最優秀的高等學府之一。
- 1897年，在上海召開第一次的中國與日本主教會議上，西方宣教士建議把中國安立甘教會命名為「崇古教會」，此建議不獲所有教區通過，故在 1899年的主教會議中保留“安立間”與“安立甘”兩詞作為“Anglican”的中譯。
- 1909年3月27日至4月6日，全國主教與聖品，平信徒在上海召開會議，草擬聯合教會的憲綱與規例，通過採納「中華聖公會」為聯合組織的名稱。至此，「聖公會」正式成為安立甘教會的中文名稱。

### 成立階段
1912年至1958年，中華聖公會已進入成立階段。布道事業，更形發達，中央神學院，書籍委員會，聖公會報，及各種事業，均於此時期之首十年內次第舉辦。教區數目在本期內增加二處；1936年分華西教區為東川及西川兩教區，1947年成立雲貴教區。並開設陝西傳道區（1916）和南寧傳道區（1947）。1949年新中國成立後，港粵教區則分為大陸（廣東）的華南教區和香港、澳門的港澳教區。同時，主教空缺的雲貴教區和南寧傳道區由主教院代管。
- 1912年4月18至26日，英、美、加拿大差會在中國所設立11位教區主教、39位聖品（其中19位是中國人）和32位平信徒（其中28位是中國人），羣聚上海聖約翰大學成立中華聖公會總議會，是為中華聖公會產生之期。華北教區主教史嘉樂當選為議會主席。總議會第一屆會議任命一個委員會制訂新的聖公會憲綱、憲章、規例三大檔案，是為教道、教政、教儀之基礎，以便有步驟地開展教務和傳道工作。
- 1915年，第二屆總議會提出了憲章規章的草案，還提出擬開辦一所中央神學院，專為培養聖職人員，會議決定在陝西建立新的傳道區。
- 1918年，第三屆總議會選出浙江教區的沈載琛為第一位中國籍副主教。
- 1924年，第五屆總議會成立公禱書常備委辦，參照英美公禱書譯本，並各教區、轄境的版本，預備中華聖公會公禱書之範本。
- 1929年，鄭和甫被祝聖為河南教區副主教，次年參加蘭柏會議，成為第一位參加蘭柏會議的中國籍主教。
- 1930年，第七次普世聖公會蘭柏會議上，中華聖公會正式被承認為普世聖公會中的一個獨立教省。
- 1933年，鄭和甫被接任為河南教區主教，成為第一位中國籍正權主教。
- 1947年，第十屆總議會時，設立「中央辦事處」為總議會及全國性各項事業輔助執行機構。
- 1948年，鄭和甫主教當選中華聖公會主席主教，成為中華聖公會歷史上首任中國籍主席主教。
- 1948年，鄭和甫大主教、陳見真主教、張光旭主教代表中華聖公會參加第八次蘭柏會議，張光旭主教在英國威斯敏斯特大教堂講道，時任愛丁堡公爵夫人伊利沙伯公主殿下（後來登基為伊利沙伯二世）在台下聆聽，並號召全英國信徒收聽。會議同時否認港粵教區何明華主教按立李添嬡的女性牧師聖職。
- 1950年，陳見真主教當選中華聖公會主席主教。
- 1955年，中華聖公會祝聖最後一批主教，即丁光訓為浙江教區主教，劉玉蒼和薛平西為福建教區副主教。
- 1956年5月，中華聖公會在上海聖三一堂召開主教院暨常務委員會聯席會議，這是最後一屆總議會會議。
- 1958年，中華聖公會停止活動。

## 英美兩國在中國之傳教工作 (1835-1958)

### 香港/維多利亞教區（Diocese of Hong Kong/Victoria, 1849）
- 传教站：香港、中国、日本、朝鮮、馬來亞
- 教堂：香港聖約翰座堂，香港聖安德烈堂，上海聖三一座堂，天津諸聖堂
- 注：
  - 1. 維多利亞教區本身，從未加入中華聖公會，一直都直屬坎特伯里大主教，直至1951年成立聖公會港澳教區。
  - 2. 中華聖公會成立時，其華語部分加入中華聖公會。其中在香港的華語部分屬於中華聖公會港粵(華南)教區與維多利亞教區共管，其餘華語部分脫離維多利亞教區。
  - 3. 原屬維多利亞教區的英語部分一直維持在維多利亞教區之内，從未屬於中華聖公會。
  - 4. 直屬坎特伯里大主教的維多利亞教區，與屬於中華聖公會的港粤（華南）教区，在華南教区存在的時間段内，一直重叠管區，并共有同一個人擔任主教。

### 港粵教區（華南教區）（Diocese of South China，1913）
來源:
- 传教站：香港（1862），北海（1886），广州（1898），九龙（1900），廉州（1902）
- 教堂：广州沙面基督堂，广州万福路救主堂，石岐基督堂，北海聖路加堂，江門顯光堂，新興天道堂
- 学校：
- 医院：北海市普仁医院（General Hospital, 1888）[2]
- 結束：1951年其港澳部分脫離中華聖公會，并與當時香港的聖公會維多利亞教區合并成立圣公会港澳教区，直屬坎特伯里大主教。后来虽然中华圣公会已不复存在，圣公会港澳教区依然保持中华圣公会的信仰及礼仪，及中华圣公会1948年的总议会宪纲和宪法则例，港澳教区圣品受封职的誓书内，亦一直保持愿遵守中华圣公会的教义，教政及礼仪的宣誓字句。

### 上海教區（Diocese of Shanghai）
- 传教站：上海，无锡，常熟，苏州，扬州，南京
- 教堂：上海圣约翰大学圣约翰座堂、爱文义路圣彼得堂、赵主教路救主堂、辣斐德路诸圣堂、松雪街天恩堂、乍浦路忠主堂、临潼路天福堂、昌平路怀安堂（圣保罗西区分堂）、曹杨路圣灵堂、吴淞圣雅各堂、嘉定善牧堂 ；无锡中山路106号圣十字堂；苏州桃花坞天恩堂；南京太平路南京圣保罗堂、下关中山北路道胜堂、宁海路堂、浦口堂；扬州便宜门神在堂、广陵路218号圣三一堂；宝应常道堂；镇江义士路山训堂
- 学校：上海圣约翰大学；苏州桃坞中学、显道中学；无锡辅仁中学；扬州便宜门美翰中学、信成女中
- 医院：上海同仁医院、爱文义路广仁医院；无锡中山路普仁医院；常熟福仁医院[3]

### 浙江教區（Diocese of Chekiang，1872）
- 传教站：宁波（1848），杭州（1865），绍兴（1870），诸暨（1892），台州（1892），上海（1845）。
- 教堂：宁波百年堂（大梁街）、基督堂（孝闻巷）、仁恩堂布道所（县学街），杭州信一堂、，绍兴观音桥教堂，(上海)|圣彼得堂。
- 学校：杭州中学
- 医院：杭州广济医院（Kwangchi Hospital, 1871），宁波仁泽医院，慈溪保黎医院，临海恩泽医院

### 華北教區（Diocese of North China, 1880）
- 传教站：北京（1880）、永清（1880）、天津、河间（1911）、永清、安国（1907），瀋陽、大同（1922年）
- 教堂：北京南沟沿救主堂、天津浙江路诸圣堂 (All Saints' Church, Tientsin)、大连圣公会教堂
- 学校：北京笃志女中 北京崇德中学，
- 医院：河间圣安得烈医院（St. Andrew’s Hospital, 1913），永清圣司提反医院（St. Steven’s Hospital），安国圣巴拿巴医院（St. Barnabas Hospital），大同首善医院（Mosse Memorial, 1923）

### 華西教區（Diocese of Western China，1895）
- 传教站：绵州（1894），绵竹（1894），安县（1894），新都（1894），中江（1903），德阳（1903），茂州（1906）成都（1910），汉州（1913）
- 教堂：閬中楊天井街閬中聖約翰座堂、綿陽通聖街涪城區福音堂、成都皮房街成都圣约翰堂、閬中三一堂（英语：Trinity Church, Langzhong）、廣漢福音堂（英语：Gospel Church, Guanghan）、江油福音堂、綿竹福音堂（英语：Gospel Church, Mianzhu）、綿竹聖多馬堂、重慶萬州區福音堂（英语：Gospel Church, Wanzhou）
- 学校：天道學堂（West China Diocesan College）、華英小學（今綿陽南山中學）、華西協合大學（與另外四個新教差會分享）
- 医院：保宁仁济医院，绵竹教会医院（, 1911）
- 補說：1936年分作兩個教區：東川教區（Diocese of East Szechwan）和西川教區（Diocese of West Szechwan）

### 湘鄂教区（Diocese of Hankow，1902）
- 传教站：汉口、武昌、宜昌、沙市、长沙
- 教堂：汉口鄱阳街32号圣保罗座堂；武昌高家巷圣约瑟堂、昙华林圣诞堂、复兴路圣米迦勒堂、积玉桥（和平大道）圣安得烈堂、彭刘杨路仁主堂（同仁医院内）、中正路中段圣三一堂、府街口圣救世主堂；宜昌圣雅各堂；长沙北正街教堂
- 学校：武昌 文华书院 私立华中大学 文华图书专科学校、文华中学
- 医院：武昌彭刘杨路同仁医院，宜昌美华医院

### 山東教區（Diocese of Shantung，1903）
- 传教站：泰安（1878），平阴（1879），威海卫（1901），兖州（1909）濟南（1916）煙台（1874）、
- 教堂：
- 学校：泰安中学
- 医院：平阴广仁医院（St. Agatha’s），兖州广仁医院（St. Luke’s Hospital）

### 福建教區（Diocese of Fukien，1906）
- 传教站：福州南台（1850），福宁（霞浦，1882），古田（1889），连江（1887），罗源（1889），兴化（莆田，1893），建宁府（建瓯，1894），宁德（1896），屏南，福清（1896）、浦城（1908），崇安（武夷山）
- 教堂：福州苍霞洲基督堂、施埔真学堂、华林坊道源堂、仓前乐群路圣约翰堂（石厝堂）、岭后圣保罗堂、公园路圣三一堂、黄巷萃贤堂、塔亭明道堂；下江牧区：闽安堂、玉田堂、亭江堂；过江牧区：慕天堂、南屿堂、半岭堂；福清道源堂，霞浦萃贤堂，涵江镇前堂，松溪县宣道堂
- 学校：福州福建协和大学、公园路三一中学、岭后陶淑女中、寻珍女中
- 医院：福州柴井医院（Christ’s Hospital, 1899），福清惠爱医院，普爱女医院，连江普孺医院，霞浦圣教医院（Universal Aid Hospital, 1890），屏南潘美顾女医院，宁德妇幼医院，建瓯基督教男医院（Kienning Christian Hospital, 1898），建宁妇幼医院，莆田圣路加医院（St. Luke’s Hospital），华实产科医院，仙游圣路加医院，罗源圣教女医院。

### 桂湘教區（Diocese of Kwangsi-Hunan，1907）
- 传教站：桂林（1899），衡州（1910），永州（1916）、江华（1929），宁远（1922），道州（1923），永明（1934），全州（1928），灌阳（1932）
- 教堂：桂林东洲堂，衡州江东岸廖家码头诸圣堂
- 学校：
- 医院：桂林道生医院

### 皖赣教区（Diocese of Anking，1910）
- 传教站：芜湖 the Lion Hill Compound，安庆，九江，南昌
- 教堂：安庆 大二郎巷圣救主座堂 the Cathedral of St. James (the Bishop's Chapel)，铁佛庵天恩堂，后营百花亭成仁堂聖誕堂；芜湖 花津桥石桥港圣雅各堂 St. James' Church，周家山 the Sisters of the Transfiguration's St. Lioba's compound 圣爱堂 St. Lioba's Church，狮子山 Lion Hill St. Mark's Church （a chapel which served partly as chapel for St. James' School and partly for English services for the foreign community）；九江 复生堂 St. Paul's Church；南昌 宏道堂；牯岭 耶稣升天堂 the Church of the Ascension, at Kuling
- 学校：芜湖 狮子山 Lion Hill 广益中学（圣雅各中学 St. James' School）、花津桥石桥港 St. James' Middle School、周家山圣爱小學 St. Lioba's School；安庆 圣保罗中学 St. Paul's School、培媛女中 St. Agnes' School
- 医院：安庆 同仁医院 St. James' Hospital

### 云贵教区（Diocese of Yunnan-Kuichou(Yun Kui)/ Yunnan-Guizhou，1947）
- 传教站：云南府（昆明，1915）
- 教堂：昆明圣约翰堂
- 学校：
- 医院：昆明惠滇医院（General Hospital, 1916）

## 中華聖公會教區
- 江蘇教區 Diocese of Kiangsu, 1844
- 港粵教區/華南教區Diocese of Victoria/ South China, 1849
- 浙江教區Diocese of Chekiang, 1872
- 華北教區Diocese of North China/ Hua Pei, 1880
- 東川教區Diocese of East Szechwan , 1895
- 鄂湘教區Diocese of Hankou , 1895
- 山東教區Diocese of Shantung, 1903
- 福建教區Diocese of Fukien/Fujian, 1906
- 桂湘教區Diocese of Kui Hsiang/ Kwangsi-Hunan/ Guangxi-Hunan , 1907
- 河南教區Diocese of Henan, 1909
- 皖贛教區Diocese of Anqing, 1910
- 陝西佈道區Diocese of Shaanxi, 1916
- 西川教區Diocese of West Szechwan, 1936

## 中華聖公會總議會
中華聖公會總議會包括兩院：由各教區主教、副主教組成的主教院和由各教區聖品和平信徒代表組成的代表院。總議會設主席主教、常務委員會和若干專門委員會，負責處理各種教務。各教區設教區議會，每個教區又分成若干牧區。每三年總議會集會一次，參加會議的除了所有教區的主教外，每個教區再推派4名聖品人(神職人員)和4名平信徒代表參加。